# Tadej Čimžar
Tadej Čimžar, slovenski hokejist, * 21. april 1992, Kranj.
Hokejsko kariero je začel v klubu Triglav Kranj. Leta 2010 je za Slovenijo nastopil na mladinskem svetovnem prvenstvu do 18 let, v letih 2011 in 2012 pa na mladinskem svetovnem prvenstvu do 20 let.
V sezoni 2015 - 2016 je prestopil v klub HDD Jesenice kjer igra še danes.